# Brodalen
Brodalen is een plaats in de gemeente Lysekil in het landschap Bohuslän en de provincie Västra Götalands län in Zweden. De plaats heeft 196 inwoners (2005) en een oppervlakte van 18 hectare.